# 아이치현 제14구
아이치현 제14구(愛知県 第14区)는 일본의 중의원 선거구이다. 1994년 공직선거법으로 신설되었다.

## 지역
- 도요가와 시
- 도요타시 일부
- 가마고리시
- 신시로시
- 누카타군
- 기타시타라군